# 马拉尼诺
马拉尼诺（義大利語：Malagnino），是意大利克雷莫纳省的一个市镇。总面积10平方公里，人口1402人，人口密度140.2人/平方公里（2009年）。国家统计（ISTAT）代码为019056。